# سان دوناتو دي لتشه
سان دوناتو دي لتشه (بالإيطالية: San Donato di Lecce)‏ هي بلدية في مقاطعة لتشه في إقليم بوليا الإيطالي.

## السكان
في سنة 1861 بلغ عدد السكان 2٬210 نسمة، وتطور العدد ليصل في سنة 2011 لـ 5٬792 نسمة.
يظهر هذا المخطط البياني تطور النمو السكاني لـ سان دوناتو دي لتشه